# Zemský okres Ennepe-Rúr
Zemský okres Ennepe-Rúr (německy Ennepe-Ruhr-Kreis) je zemský okres v německé spolkové zemi Severní Porýní-Vestfálsko, ve vládním obvodu Arnsberg. Sídlem správy zemského okresu je město Schwelm. Má přibližně 325 tisíc obyvatel. 

## Města
1. Breckerfeld
2. Ennepetal
3. Gevelsberg
4. Hattingen
5. Herdecke
6. Schwelm
7. Sprockhövel
8. Wetter (Ruhr)
9. Witten